# ロンドン山中商会

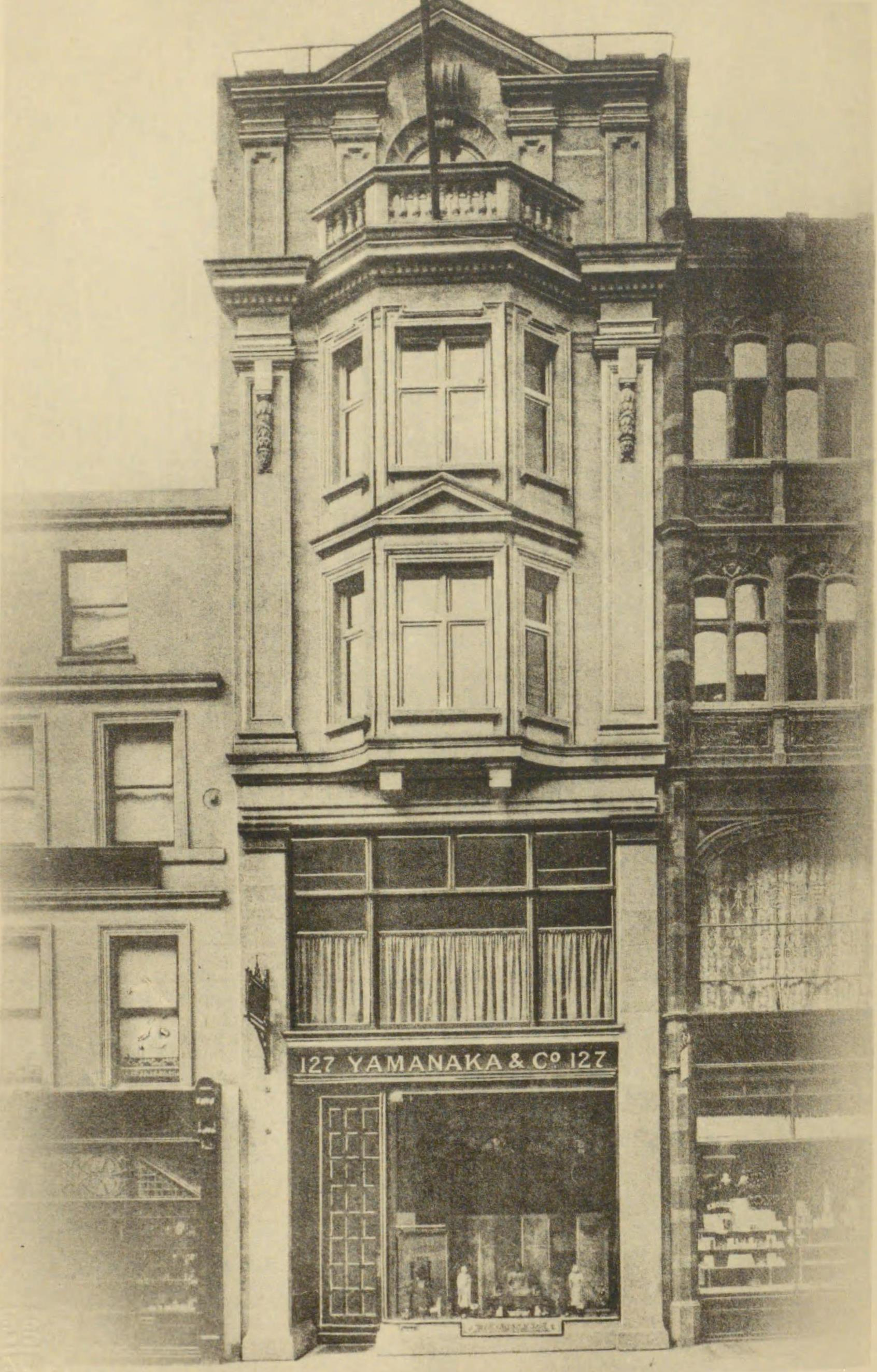
ニュー・ボンド・ストリート127番地

ロンドン山中商会（ロンドンやまなかしょうかい、Yamanaka & Co., London）は、イギリス、ロンドンに存在した大阪の美術商山中商会の支店。1900年山中六三郎により開業し、ロイヤル・ワラントを受けるなどしたが、第二次世界大戦により閉店した。アメリカ合衆国の3支店と異なり、法人化はされなかった。

## 歴史
すでにニューヨーク山中商会、ボストン山中商会を構えていた山中商会は、アメリカに需要の乏しい陶磁器類の販路を拓くため、1900年ロンドンに山中六三郎を派遣し、ニュー・ボンド・ストリート64-68番地に支店を開き、1910年頃127番地に移転した。
1919年12月1日ジョージ5世、1920年2月10日メアリー王妃よりロイヤル・ワラントを受けた。
1933年頃ピカデリー166番地、1936年デイヴィス・ストリート20番地に移転した。

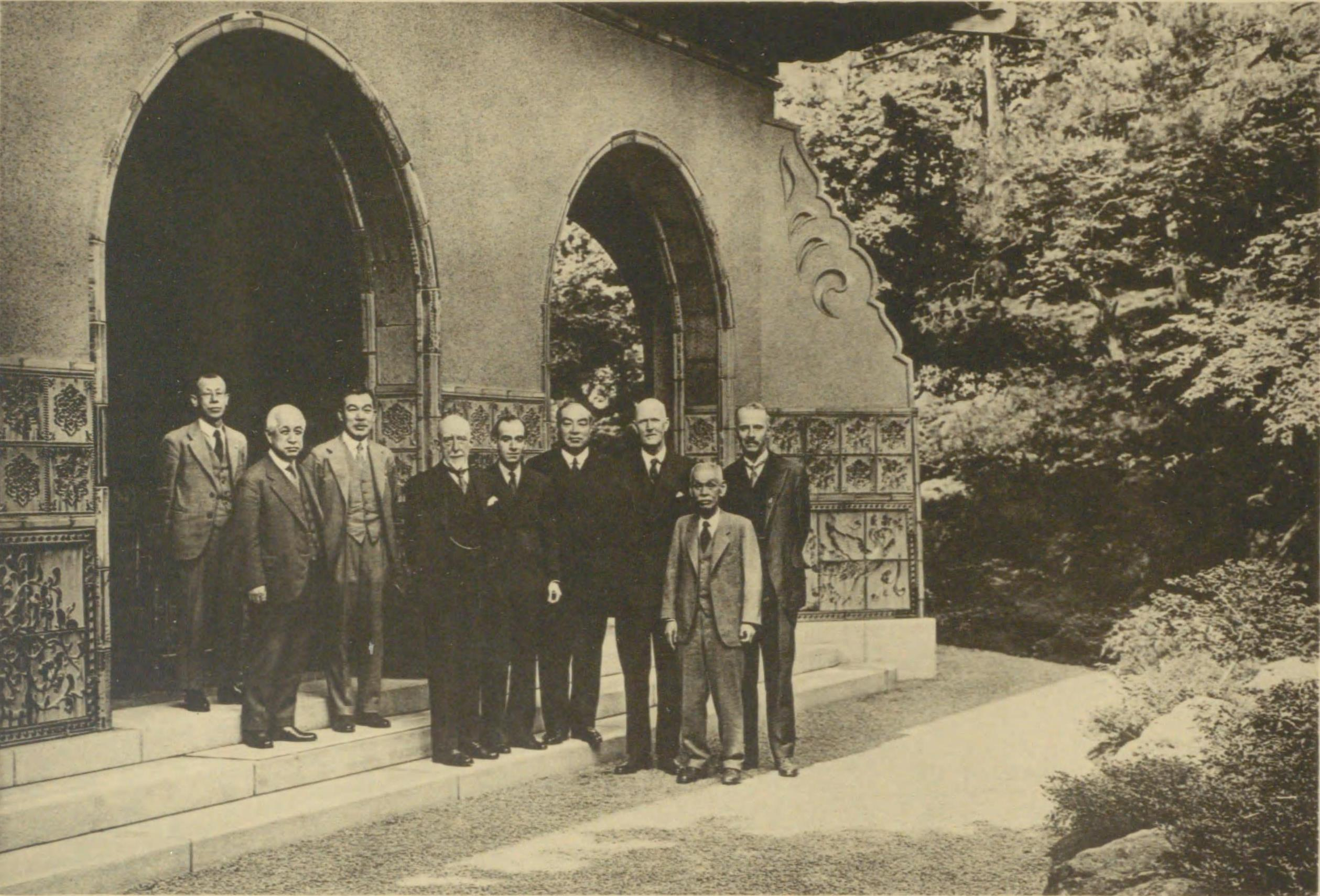
岩崎小弥太邸に招かれた支那美術展覧会出品委員会委員等
右からオスカー・ラファエル、山中定次郎、ロバート・ホブソン、岩崎小弥太、パーシバル・デビッド、ジョージ・ユーモルフォポロス、岡田友次、串田万蔵、奥田誠一

1935年ロイヤル・アカデミー・オブ・アーツで行われた「中国展」では、東京日英協会英国国際支那美術展覧会出品委員会に一切の事務を委嘱され、宮内省、帝室博物館、京都帝国大学、根津嘉一郎、岩崎小弥太、住友吉左衛門等から展示品を斡旋した。
1939年9月ナチス・ドイツ軍のポーランド侵攻を受けて、支店長井上久四郎は店員高橋喜次郎等を帰国させた。1940年6月14日パリ陥落を受けて日本人の撤退を諮ったが、大阪本社から避難命令までの滞在を命じられ、留まった。1940年9月7日にはロンドン大空襲が始まり、11月井上は店を閉めて日本郵船伏見丸で脱出し、1941年1月8日横浜港に帰国した。

## 人物
- 山中六三郎 - 初代支店長。
- 冨田熊作 - 元池田清助の池田合名会社社員で、1897年ロンドン支店開店に失敗して帰国し、1900年5月汚職により山中商会に移籍し[10]、1903年ロンドン支店長となった[11]。
- 岡田友次 - 3代目支店長[12]。
- 大川季一 - 4代目支店長[7]。
- 井上久四郎 - 5代目支店長[7]。戦後ニューヨーク山中商会社長[13]。
- 高橋喜次郎 - 1940年6月榛名丸で帰国[14]。
- ルビー・フォード - レディングモーティマー・コモン（英語版）パインウッズ在住。日本人店員撤退後、書記として後を任された[15]。